# Baulon
Baulon is een gemeente in het Franse departement Ille-et-Vilaine in de regio Bretagne. De plaats maakt deel uit van het arrondissement Redon. Baulon telde op 1 januari 2022 2.208 inwoners.

## Geografie
De oppervlakte van Baulon bedroeg op 1 januari 2022 25,02 vierkante kilometer; de bevolkingsdichtheid was toen 88,2 inwoners per km².

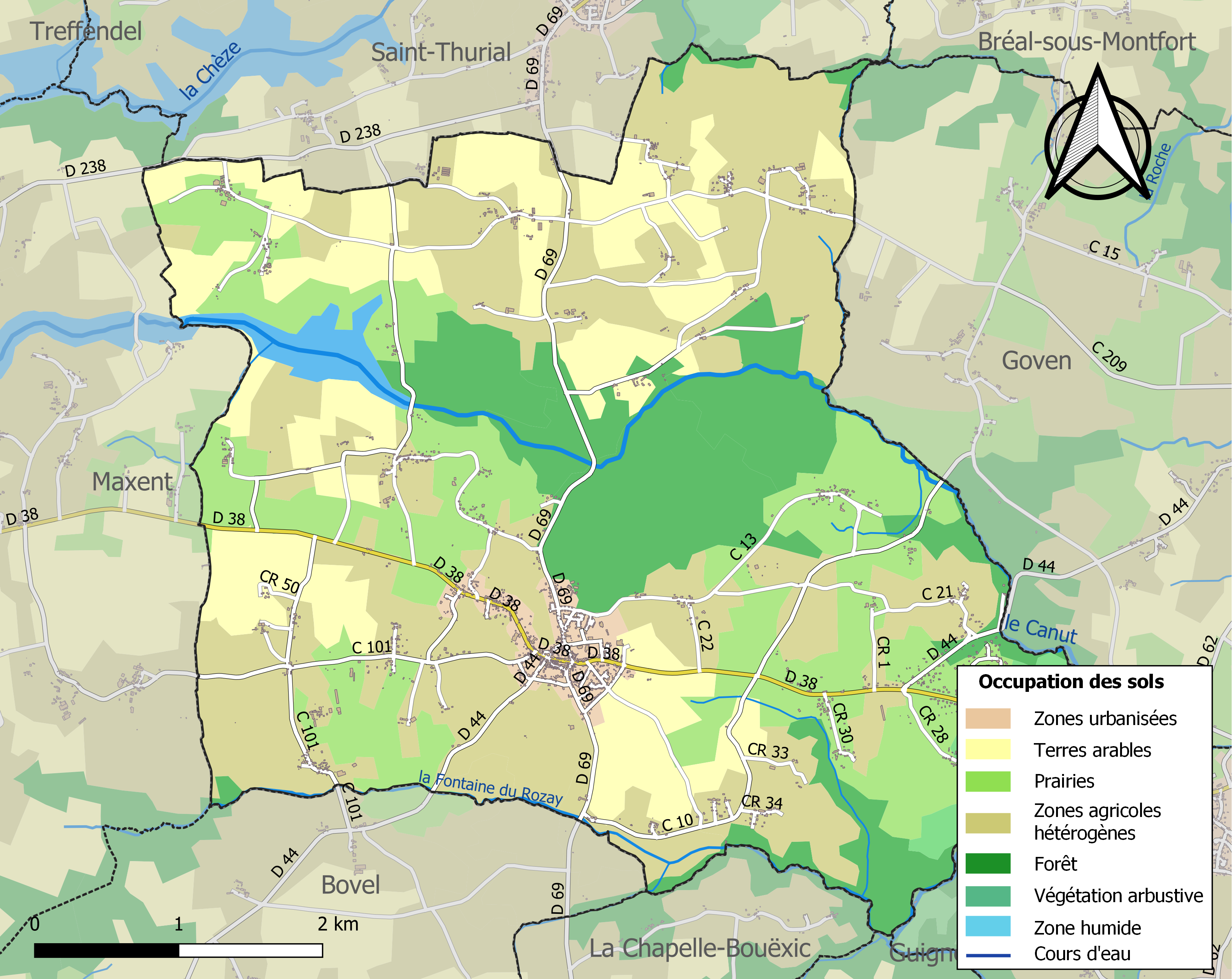
Kaart van de gemeente met belangrijkste infrastructuur, bodemgebruik en omliggende gemeenten

## Demografie
Onderstaande figuur toont het verloop van het inwonertal, bron: INSEE-tellingen. 